# ADヴィジョン

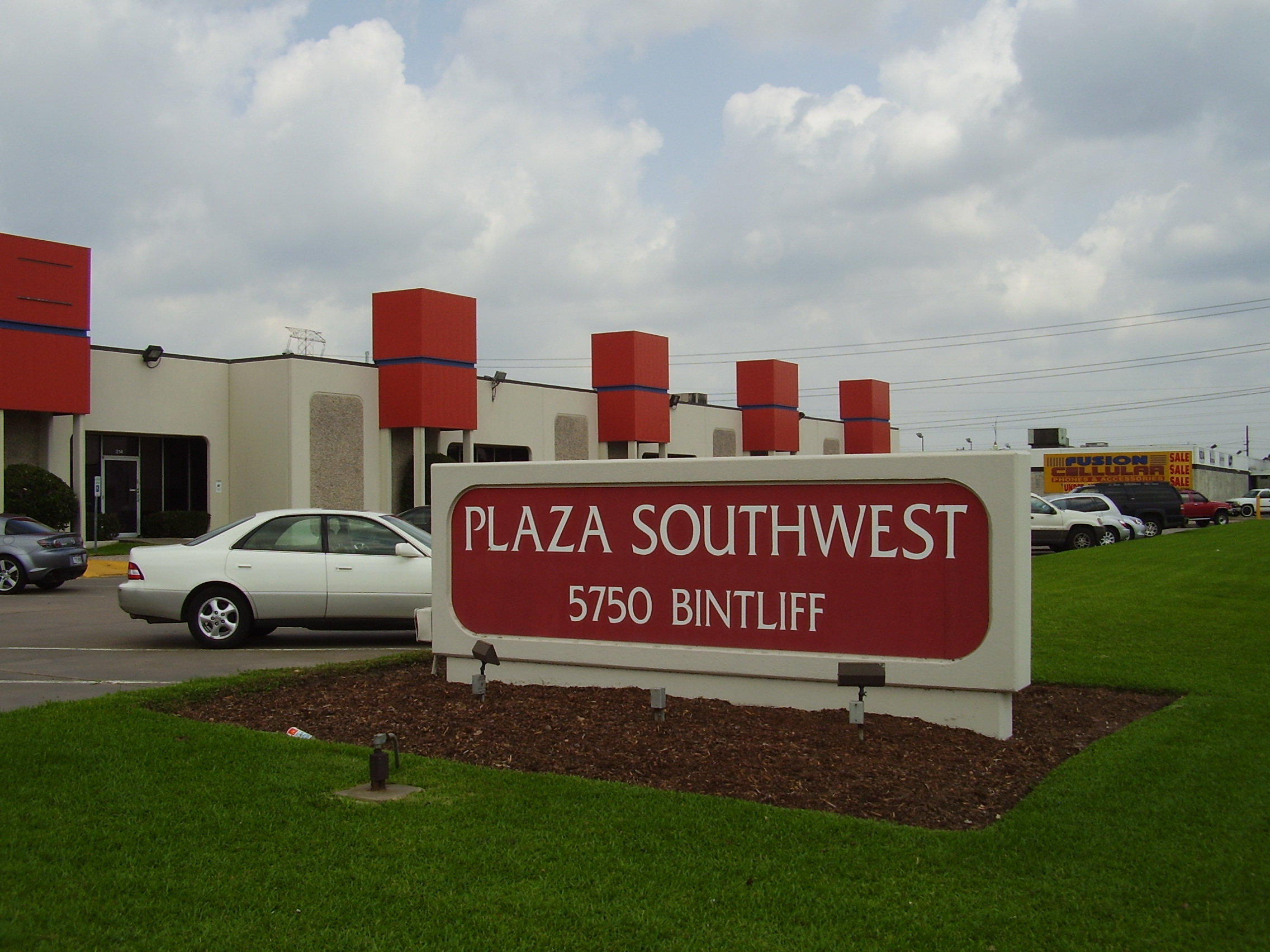
Plaza SouthwestとADヴィジョンの本部

ADヴィジョン（A.D. Vision、略称ADV）は、アメリカ合衆国の多国籍マルチメディアエンターテイメント会社であった。
テキサス州ヒューストンに本社が、ヨーロッパやアジアにも支社があり、ホームビデオ制作・販売やテレビ放送、劇場用アニメ公開からグッズ販売、オリジナル作品制作、雑誌および漫画出版までと幅広い分野の活動を行っている。
1992年にジョン・レッドフォードとマット・グリーンフィールドによって設立されて以来、この会社は大きな成長を続け、いくつかの子会社を持ち、さまざまな内容の作品を手がけ、オリジナル作品を制作してきていたが、2009年9月に資産を売却し事業を停止した。
代表作はガイナックスのアニメシリーズ『新世紀エヴァンゲリオン』であり、1997年にADVがアメリカで公開して以来、何度も再リリースされてきた。

## 歴史
ADビジョンは、1992年にジョン・レッドフォードとマット・グリーンフィールドによって設立。日本の双日が自身の持ち株会社JCIとDevelopment Bank of Japanと、自身の持ち分け会社でもある映画配給会社クロックワークスがADヴィジョンに資金を提供し、正当な配当を双日側に渡すことを発表した。ADVの創設者の2人は自社の筆頭株主およびCEOにとどまった。JCIの子会社ARMもADVから新たな配給研を得るためADVに資金提供をすると思われる。その報酬として、ADVは双日が北米や欧州の作品を日本に輸入する作業を手伝うことにする。ADVによると、自分たちは漫画の仕入れに関する大きな計画ができているとの報告がある。

### ジェネオン エンタテインメント作品配信
2007年8月1日からジェネオン エンタテインメント作品のマーケティング、配信、販売をADVフィルムが行うという通告が小売業者たちの元に届いた。その準備として、ジェネオンUSAは、多くのセールス部門を一時休止。ところが、9月に入って、ADVフィルムによる配信が取り消される。電通は2007年9月21日に出版された雑誌の記事上で、ジェネオン・エンタテインメントとADVが「お互いに合意できなかった」という理由だけで、配信事業が取りやめられたことを認めた。

### 双日との関係悪化
2006年6月、ADVフィルムは、より多くの日本の作品を手に入れるために、日本の双日と業務提携を結んだ。この点においてすべてのADVの作品は双日のサポートによって権利を取得することができた。しかし2008年1月にはいってから、なぜかADVは自身のウェブサイトから大量の作品を消してしまった。英語版の試供ディスクがあったほど高く期待されていた『天元突破グレンラガン』を含む、双日とADVの共同作品がすべてなくなっていた。2008年5月現在、こういったタイトルの確認はできていないが、「天元突破グレンラガン」はその後バンダイエンタテインメントがライセンスを取得した。

## 関連事業

### ADVフィルム
ADVフィルムは、テキサス州ダラスに本拠地を構えるADヴィジョンの中核会社にしてホームビデオ部門でもあり、アニメや国内外の特撮・アクション映画のビデオ販売に力を手に入れている。1996年には、イギリスにADVフィルムの支社が設立され、アンドロメダなどといったアクション・テレビドラマシリーズや日本の映画を海外に販売しだした。ADVが初めてライセンスを取得し、販売した作品は『魔物ハンター妖子』。この企業は北米で初めて完全デジタルビデオマスタリングし、翻訳（D2デジタルビデオテープ使用）したアニメのライセンサーであり、すぐに広大な作品のライブラリを取得した。当初これらの作品は日本語の音声に英語の字幕をつけただけのものだったが、何年かしてADVフィルムは現地の俳優を使って英語版を制作・リリースしだした。ADVは収録機器のそろった制作スタジオのようなものを使い出したが、数年後にはテキサス州のヒューストンとオースティンに本格的な収録スタジオを設け、それぞれSmoke & Mirrors（IS&M）とMonster Islandとなづけられた。2005年初期にMonster Islandのほうは完全に閉鎖され、Smoke & Mirrors（IS&M）はADVスタジオとして知られるようになった。ここ数年ADヴィジョンはテレビゲーム事業における吹き替え業がいくらかうまくいっており、日本の実写アクション映画の吹き替えも手がけるようになった。
ADVフィルムはアニメADVオケーツと呼ばれる、北米にある3000近くのアニメクラブに映画素材やその他宣伝材料を提供する番組を制作した。番組のクオリティをあげるために、クラブには最低10人のメンバーがいなければならず、地元の高校や大学、公立図書館がスポンサーとしてついていなければならなかった。また、会員は自分たちに与えられた内容の調査に参加することが求められた。2007年ADVフィルムはこの番組を中断し、2008年1月18日になって番組に必要な材料が多くて再開のめどが立っていないということを伝えた。それでも、アニメクラブに作品の上映を許可している。

### ソフトセルピクチャーズ
ソフトセルピクチャーズはアダルトアニメを専門とする子会社であるが、2005年に閉鎖。多くの作品のライセンスは、ライトスタッフインターナショナルのアダルトアニメ部門であるクリティカル・マスが取得した。

### ニュータイプUSA
ニュータイプUSAは、日本の雑誌月刊ニュータイプのアメリカ版。ADVは自分の広告事業のパートナーに、ニュータイプUSAが2008年2月号を持って廃刊することを伝えた。2008年3月に創刊号の出たPiQという雑誌は、アニメや漫画、テレビゲームなどといったポップカルチャーを扱い、現時点ではニュータイプUSAの後継誌と考えられている。

### アニメネットワーク
アニメネットワークは北米のアニメ専門チャンネルである。2003年にアメリカで開局して以来、全米初のアニメ専門チャンネルにして、ビデオ・オンデマンドサービスの、マルチシステムオペレータ局として機能している。

### ADVマンガ
ADVマンガは、ADV内にある日本のマンガ作品のライセンス取得および英語版出版部門である。2003年に設立されて以来、アメリカの漫画市場の中で驚くべき成長をとげ、多くの漫画を世に送る。ところが、ADVマンガは2004年後半から2005年にかけて作品の多くの掲載を取りやめてしまった。2005年後半からは知名度のある読みきり作品を含む少数の作品を載せた月刊誌として、スケールバックしたやり方をするようになった。2006年にADVマンガは『新世紀エヴァンゲリオン 鋼鉄のガールフレンド2nd』全6巻を出版し、2007年には「よつばと!」や「GUNSLINGER GIRL」といった休止状態にあった人気作品の連載を再開した。Anime Expo2006では『ARIA』、「tactics」「PEACE MAKER鐵」といったADVマンガが打ち切った作品のライセンスをTOKYOPOPが取得したことを伝えた。

### ADVミュージック
ADVはアニメ映画のサウンドトラックを配信する音楽関係の企業である。ライトスタッフインターナショナルとの合同企業であるアニメトラックスを終えた後、2003年に設立されて以来、『新海底軍艦』や『万能文化猫娘』、鬼武者2などといった作品のサウンドトラックが代表作となっている。

### ADVプロ
ADVプロは、ADVヴィジョンのアニメ製作部門である。レディ・デスやMutineers' Moonなどといったオリジナル作品を制作している。ジョン・レッドフォードはADVプロを再び活性化した企業と評し、Mutineers' Moonの制作に参加したが、ADVフィルムの金銭的状況からして、ADVプロの立場がどういうものかは知られていない。